# Cantó de Virieu-le-Grand
El cantó de Virieu-le-Grand era una divisió administrativa francesa del departament de l'Ain. Comptava amb 13 municipis i el cap era Virieu-le-Grand. Va desaparèixer el 2015.

## Municipis
- Armix
- La Burbanche
- Ceyzérieu
- Cheignieu-la-Balme
- Contrevoz
- Cuzieu
- Flaxieu
- Marignieu
- Pugieu
- Rossillon
- Saint-Martin-de-Bavel
- Virieu-le-Grand
- Vongnes

## Història
| Data d'elecció                           | Identitat          | Partit                    | Qualitat |
| ---------------------------------------- | ------------------ | ------------------------- | -------- |
| 1945-1960                                | Francisque Terrier | radical                   |          |
| 1960-1973                                | Gaston Rey         | radical                   |          |
| 1973-1992                                | Marcel Ouzoulias   | PCF                       |          |
| 1992-2011                                | André Lamaison     | PS, després Divers gauche |          |
| 2011-2015                                | Pascale Guillon    | Divers gauche             |          |
| les dades anteriors no són pas conegudes |                    |                           |          |
|                                          |                    |                           |          |

## Demografia
| A partir de 1990: Població sense dobles comptes |